# Kokoro (SS501)
Kokoro (こころ?) è il primo singolo della boy band sudcoreana SS501 pubblicato per il mercato giapponese il 1º agosto 2007 dalla Pony Canyon. È stato pubblicato in sei edizioni: una edizione regolare, e cinque edizioni limitate. Ognuna delle edizioni limitate ha un'immagine diversa di ogni singolo membro del gruppo sulla copertina ed un brano da solista che corrisponde al membro del gruppo sulla copertina.

## Tracce
Edizione regolare PCCA-02487 
1. Kokoro
2. Be a Star
3. Alice
4. Kokoro (instrumental)
5. Be a Star (instrumental)
6. Alice (instrumental)

## Classifiche
| Classifica (2009) | Posizione massima |
| ----------------- | ----------------- |
| Giappone (Oricon) | 10                |